# Claudia Rodríguez de Guevara
Claudia Juana Rodríguez de Guevara es una política y contadora salvadoreña. Fue «designada por el presidente de la República, encargada del Despacho», desde el 1 de diciembre de 2023 hasta el 31 de mayo de 2024, durante la licencia otorgada de Nayib Bukele para el mismo período.
Anteriormente se desempeñó como secretaría privada de la Presidencia, gerente financiera de la Presidencia, presidenta de la Junta Directiva de la Dirección Nacional de Obras Municipales (DOM) y tesorera de la Alcaldía de San Salvador, durante la gestión administrativa municipal de Bukele.
Fue la primera mujer en la Jefatura de Estado de El Salvador, aunque de manera interina.

## Biografía
Claudia Rodríguez de Guevara cursó estudios universitarios en la carrera de Administración de Empresas en la Universidad Francisco Gavidia, completando cinco semestres. Además, obtuvo el grado de técnica contable otorgado por la Corporación de Contadores de El Salvador, institución especializada en la formación y certificación de profesionales en el área contable.
Se desempeñó como tesorera de la Alcaldía de San Salvador durante el período 2015–2018, bajo la administración del entonces alcalde Nayib Bukele. Posteriormente, el 18 de marzo de 2022, fue nombrada por el presidente Bukele como Secretaría Privada de la Presidencia de la República, y es la secretaría del Consejo de Ministros. En el marco de su carrera en el Ejecutivo, también ocupó los cargos de gerente financiera de la Presidencia y directora de la Junta Directiva de la Dirección Nacional de Obras Municipales (DOM), una institución clave en la ejecución de proyectos de infraestructura local.
Además, figuró en las directivas del Fondo de Conservación Vial (FOVIAL) y el Instituto Salvadoreño de Desarrollo Municipal (ISDEM), y en el Consejo de Administración del Fondo Especial de los Recursos Provenientes de la Privatización de ANTEL (FANTEL).
Además de su experiencia en el sector público, Rodríguez de Guevara ha trabajado en el ámbito privado como directora financiera de la empresa Obermet..

### Presidencia en funciones
El 30 de noviembre de 2023, la Asamblea Legislativa de El Salvador aprobó el nombramiento de Rodríguez de Guevara como designada a la Presidencia tras conceder a Nayib Bukele una licencia de seis meses para centrarse en su campaña de cara a las elecciones presidenciales de 2024, en conformidad con la sentencia de la Sala de lo Constitucional de 2021. Dicha sentencia y el nombramiento de Rodríguez de Guevara son considerados inconstitucionales por abogados y analistas opositores.
El decreto legislativo del nombramiento fue publicado en el Diario Oficial n.º 225, Tomo n.º 441, del 30 de noviembre de 2023.